# Грязовецкая школа-интернат для слабослышащих
Бюджетное общеобразовательное учреждение Вологодской области «Грязовецкая школа-интернат для обучающихся с ограниченными возможностями здоровья по слуху» — образовательное учреждение для обучения и воспитания неслышащих и слабослышащих детей. Создана в августе-ноября 1929 года как школа глухонемых краевого значения. До 1995 года в школе учились глухие и слабослышащие учащиеся Вологодской области и Северо-Запада Российской Федерации. С 2004 года — только Вологодской области.

## История
Грязовецкая школа-интернат (как школа для глухонемых детей) появилась в Грязовце в 1929 году путем объединения Архангельской губернской школы глухонемых имени профессора Ф. А. Рау и Вологодской Устьянской школы глухонемых. В архивном фонде Вологодского губисполкома в выписке из протокола № 20 заседания временного оргкомитета ВЦИК Северного края от 28 июля 1929 года указано: «Школу глухонемых перебросить в г. Грязовец, объединить ее с Вологодской школой глухонемых, с подчинением ее управлению краевых органов. Срок исполнения до 5 августа». На выписке имеется резолюция: «Утверждено Президиумом ГИК № 510/92. 8. VIII — 29 г.»
Помещения под школу удалось подыскать только в октябре 1929 г. Выписка из протокола № 7 от 17 августа Президиума Грязовецкого районного Исполнительного Комитета Совета Рабочих, Крестьянских и Красноармейских Депутатов гласит: «Размещение школы глухонемых краевого значения в г. Грязовце признать возможным полностью только лишь в октябре месяце 1929 /30 г. по причинам отсутствия достаточного количества пригодных для размещения школы помещений, так как большинство их занято 28-м полком, освобождение которых будет проводиться только в октябре месяце с/г».
Назначение первого педагогического коллектива школы было определено приказом № 32 Вологодского окроно от 26 ноября 1929 года. Эту же дату 26.11.1929 в связи с постановлением Президиума ГИК № 510/92 указывала Вологодская энциклопедия.
В архивном фонде Вологодского облоно в отчете о работе Грязовецкой школы глухонемых за I четверть 1941—1942 учебного года сказано, что Грязовецкая школа глухонемых детей в связи с военной обстановкой закрывалась, вновь она была открыта 15 августа 1941 года в д. Слобода Перцевского сельсовета. С началом 1942—1943 учебного года школа вновь переведена в Грязовец.
В 1948—1949 учебном году решением № 46/18 от 19 мая 1948 года Вологодского облисполкома Грязовецкая специальная школа глухонемых детей с 8-летним сроком обучения реорганизована в специальную школу глухонемых детей с 11-летним сроком обучения, то есть в объёме массовой семилетней школы. Сделано это было с учётом того, что в школе обучался значительный контингент учащихся (444 человека) и что в области не было школы, в которой бы глухонемые дети могли получить образование за курс общеобразовательной семилетней школы.
Но в 1950-е годы произошло изменение структуры школ для слабослышащих и глухих и состав обучающихся отчасти изменился.
С 1949 по 1961 годы школа реорганизована в школу-интернат для тугоухих и позднооглохших детей, с 1962 по 1997 год была школой-интернатом для слабослышащих и позднооглохших детей, с 1997 по 2011 год — ГОУ Грязовецкая специальная (коррекционная) общеобразовательная школа-интернат II вида.
С 25 декабря.2014 года учреждение называется бюджетное общеобразовательное учреждение Вологодской области «Грязовецкая школа-интернат для обучающихся с ограниченными возможностями здоровья по слуху».

## Обучение
Срок обучения в 2006 году составлял 12—15 лет. В 2019 году — 9-14 лет". Разница в сроках обучения связана структурой дефекта обучающегося и назначенной ему программой.
Первоначально изучение программы начальной школы продолжалось 7 лет, а в 2019 году составлял 5 лет. Изучение программы основного среднего образования в 2006 году и 2019 составлял 6 лет. Изучение программы полного среднего образования в 2006 году и 2019 составлял 2 года.
В школе
В 2006 и 2008 году на базе школы проходил межрегиональный фестиваль детского творчества «Поющая душа». В нём принимали участие глухие и слабослышащие дети Северо-Запада России: кроме Грязовецкой школы были представлены школы Костромы, Череповца, Сыктывкара, Рыбинска, Ярославля, Вычегодска.

## Численность учеников
- 1937—197
- 1938—203
- 1941—143
- 1942 — 87
- 1948—444
- 1950—197
- 1953—230
- 2006 — ок. 100
- 2018 — 73